# Čang Ling
Čang Ling (čínsky pchin-jinem Zhāng Líng, znaky zjednodušené 张灵, tradiční 張靈, 16. století) byl čínský malíř mingského období, představitel školy Wu.

## Jména
Čang Ling používal zdvořilostní jméno Meng-ťin (čínsky pchin-jinem Mèngjìn, znaky zjednodušené 梦晋, tradiční 夢晉).

## Život a dílo
Čang Ling pocházel ze Su-čou (dnes v provincii Ťiang-su), byl malířem-krajinářem počítaným ke škole Wu, přátelil se sučouským malířem Tchang Jinem. Pocházel ze skromnějších poměrů, než ostatní malíři kolem Šen Čoua a Wen Čeng-minga (kromě Čchien Kua). Ve své rodině byl totiž první, kdo se věnoval studiu; dosáhl statusu šeng-jüana (státem registrovaný student místní konfuciánské školy), později jej však ztratil kvůli své nevázanosti.